# Gråbrødretorv
Gråbrødretorv, tidigare Ulfeldts Plads, är ett torg vid Gråbrødrestræde i Indre By i Köpenhamn. 
Tätorten Köpenhamn uppstod på ett sluttande markområde runt Vestergade, mellan de nuvarande torgen Gammeltorv och Rådhuspladsen. Strax sydväst om Gammeltorv låg Köpenhamns äldsta kyrka Sankt Clemens Kirke. År 1238 inrättades ett gråbrödrakloster på den plats som idag Gråbrødretorv ligger på, efter det att grevinnan Ingerd af Regenstein hade donerat sin gård till klostret. Klostrets huvudbyggnad låg vid Klosterstræde.
Klostret lades ned och revs delvis på 1530-talet i samband med reformationen och rikshovmästaren Corfitz Ulfeldt til Kogsbølle byggde därefter en gård till sig själv på en del av klostrets mark på hörnet mot nuvarande Kejsergade. Hans sonson Corfitz Ulfeldt dömdes 1663 i sin frånvaro till döden skyldig till landsförräderi, varefter den ulfeldtska gården revs 1664. Marken lades ut som offentlig plats, vilken fick namnet Ulfeldts Plads, och på mitten av platsen placerades en skampåle i sten i Ulfeldts namn. Den stod där till 1841 och finns numera utanför Nationalmuseet.
År 1841 bytte platsen namn till Gråbrødretorv. År 1902 planterades där ett antal platanträd, efter det att Köpenhamns slaktarbod från mitten av 1800-talet rivits, varav ett står kvar idag.
År 1971 restes en fontän av Sören Georg Jensen på torget.

## Bildgalleri

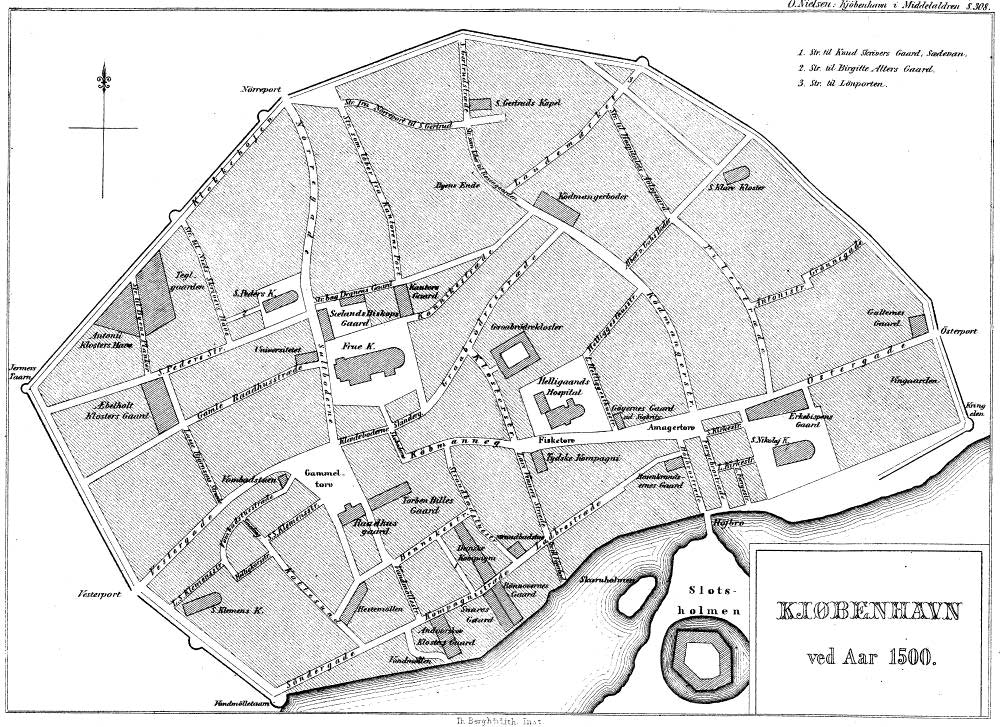
Köpenhamn omkring 1500. Gråbrödraklostret och Klosterstræde ligger i bildens mitt.
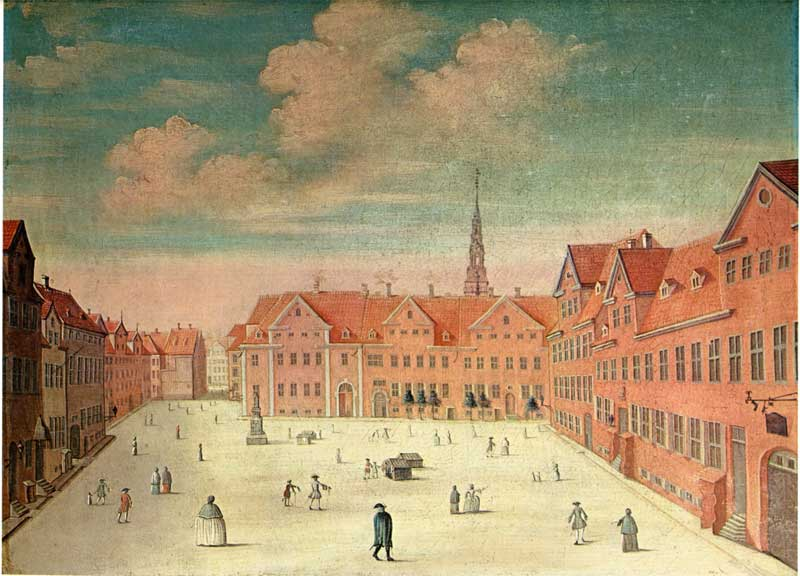
Ulfeldts Plads mot sydväst, med skampålen i bakgrunden till vänster, 1749
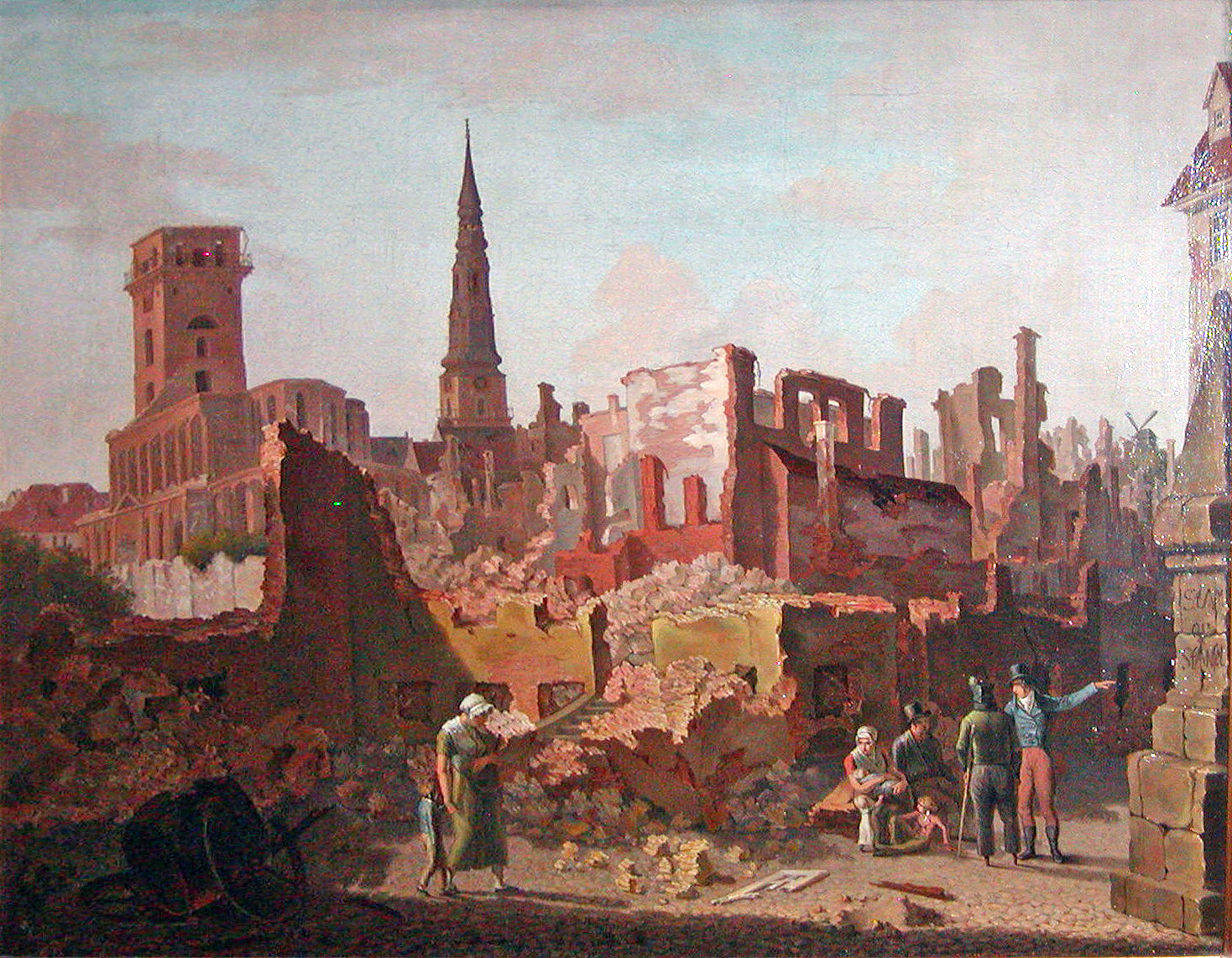
Gråbrødre Torv efter Bombardementet i 1807 av Jens Peter Møller, 1808. Kyrkotornen tillhör Vor Frue Kirke och Sankt Petri Kirke.
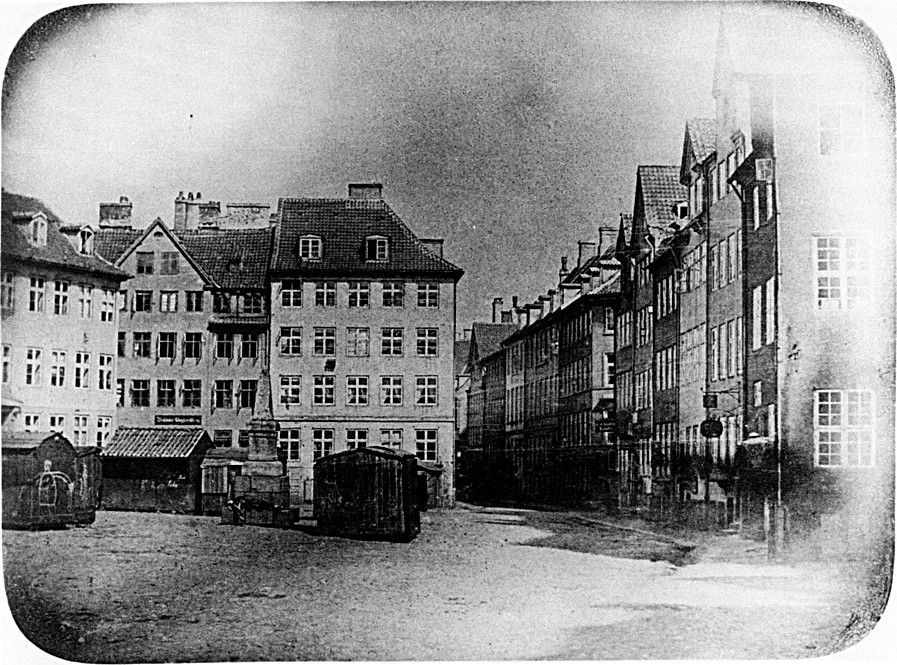
Danmarks äldsta bevarade daguerreotypi, sommaren 1840, innan slaktarboden uppfördes på torget
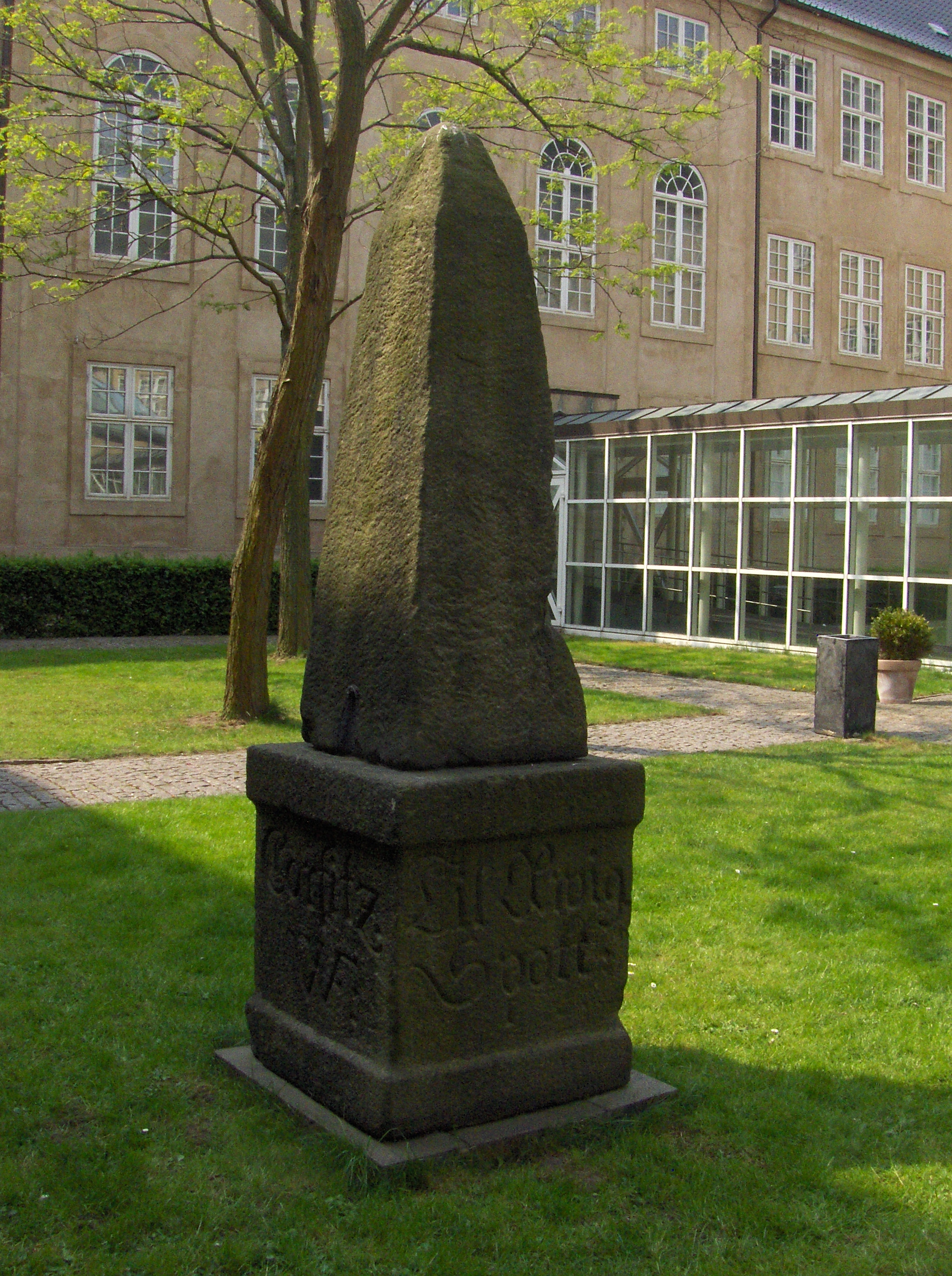
Ulfeldts skampåle, numera utanför Nationalmuseet